# Wilfrid Laurier
Henri Charles Wilfrid Laurier, född 20 november 1841 i Saint-Lin i Québec, Kanada, död 17 februari 1919 i Ottawa, Ontario, var en kanadensisk politiker, verksam för Kanadas liberala parti.
Han var Kanadas premiärminister från 1896 till 1911.

## Biografi
Laurier var advokat av fransk-kanadensisk ätt. Han var ledamot av underhuset i Kanadas parlament 1874–1919, regeringsmedlem 1877–78 och partiledare för Kanadas liberala parti 1887–1919. Han var Kanadas premiärminister åren 1896–1911. Laurier var en utpräglad realpolitiker och intog i frågan om Kanadas ställning till Storbritannien en moderat och medlande ställning.